# Villars HC
Der Villars HC ist ein 1. Liga-Eishockeyverein aus Villars-sur-Ollon. Der Verein gehört zu den Gründern des Schweizerischen Eishockeyverbands und wurde 1963 und 1964 Schweizer Meister.
Der Verein unterhält ein Fraueneishockeyteam, das derzeit (2013) in der Leistungsklasse 3 (Gruppe Westschweiz) spielt.

## Geschichte
Der Verein wurde 1906 gegründet und war noch im gleichen Jahr einer von acht Gründungsmitglieder des Schweizerischen Eishockeyverbands. In seiner Klubgeschichte war der Verein zweimal mit anderen Clubs fusioniert und wechselte dadurch seinen Namen: In den 1920er-Jahren spielte der Verein nach Fusion mit dem dreifachen Schweizer Meister HC Bellerive Vevey als HC Villars-Bellerive und von 1966 bis 1973 hiess der Verein Villars-Champéry.
Seine erfolgreichste Zeiten hatte Villars in den 1960er-Jahren, als dem Verein von 1961 bis 1963 innerhalb von zwei Jahren der Aufstieg aus der 1. Liga zum Schweizer Meistertitel gelang. 1964 verteidigte der Villars HC diesen Titel. Im Jahr darauf verpasste er als Vizemeister den Titel-Hattrick.

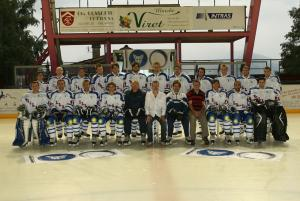
Mannschaftsphoto aus den 2000er Jahren

1966 stieg die Mannschaft wieder in die NLB ab, konnte sich auch dort nicht halten und verschwand bereits ein Jahr später wieder in der 1. Liga. Dort schaffte sich der Verein wieder aufzufangen und stieg nach zwei Saisons 1969 wieder in die Nationalliga B auf. Von 1974 bis 1976 spielte Villars dann nochmals für zwei Saisons in der höchsten Spielklasse.
Als der Verein dann 1982 in die 1. Liga abstieg, schaffte er zwar gleich in der folgenden Saison den Wiederaufstieg in die NLB, verabschiedete sich dann aber 1984 definitiv aus den höchsten Spielklassen. Seither spielte der Club die meiste Zeit in der 1. Liga mit Ausflügen in die viertklassige 2. Liga von 1986 bis 1988 sowie 2004 bis 2007.

## Spielfeld
Zu Beginn spielte der Verein lange Zeit auf der Kunsteisbahn in Villars-Palace. Von 1955 bis 1960 konnte man dann beim Hotel Victoria spielen, bevor man wieder nach Villars-Palace zurückkehrte. Die heutige Eisbahn ist ein Geschenk der Familie Potin, sie wurde am 26. November 1960 eröffnet und zu Beginn der 1970er Jahre überdacht.